# Luperosaurus browni
Luperosaurus browni là một loài thằn lằn trong họ Gekkonidae. Loài này được Russell mô tả khoa học đầu tiên năm 1979. Tên gọi thông thường trong tiéng Anh của nó là Brown's Wolf Gecko nghĩa là tắc kè sói Brown và Brown’s Fringe Gecko nghĩa là tắc kè diềm Brown.
Phân bố: Đặc hữu Tây Malaysia (Selangor, Palau Tioman).
Nghiên cứu năm 2020 của Wood et al. cho thấy nó là một phần của chi Gekko.